# VOICEVOX
VOICEVOX（ボイスボックス）は、ヒホ（ヒロシバ）が開発した音声合成ソフトウェアである。
VOICEVOX で生成した合成音声を使用して自分の作品を公開する場合、クレジットを表記し利用規約に同意すれば、商用、非商用問わず無料で利用できる。

## 概要
2021年8月1日にヒホ（ヒロシバ）によってリリースされたテキスト読み上げ用音声合成ソフトウェア。システムにAIによるディープラーニングを組み込んでおり、文字単位での細かなイントネーションの調整が可能な点が特徴となっている。一部のプログラムはオープンソースライセンスで提供されるため、その部分の改変や再配布が可能となっており、「ロボットなどに組み込んで対話型のシステムを作る」「観光案内システムに導入して喋らせる」「クラウド型のシステムを構築し、ブラウザを経由して対話できるようにする」などといった様々な応用が可能であるという。実際に、SHAREVOX、LMROID、ITVOICEやバージョン1までのCOEIROINKなどはVOICEVOXのUIを元にしている。開発の継続、品質の向上のため、有志開発者の参加を呼び掛けている。
「デジタル・コンテンツ・オブ・ジ・イヤー’22／第28回AMDアワード」で年間コンテンツ賞「優秀賞」を受賞した。
2023年11月17日には「VOICEVOX Nemo」がリリース。中立性を重視し、幅広いシーンに適応可能な声を提供することを目的としており、キャラクターは設定されていない。また、動画編集ソフト「Vrew」との提携を開始した。
また、プロジェクト参加者との共同でソング用のエンジンおよびエディタが開発され、2024年1月から4月にかけてキャラクターを喋り声で歌唱させるハミング機能（話し声用ライブラリでの歌唱）がそれぞれのスタイルに対して音声ライブラリの実装順に順次実装された。4月27日にソング機能（歌唱用ライブラリ）が正式リリースとなった。また、併せて歌声APIも公開されている。

## ボイボ寮
開発者のヒホ（ヒロシバ）がVOICEVOXキャラの二次創作の参考として提示した、VOICEVOXキャラが住む寮という設定。
VOICEVOXの各キャラクターの年齢や身長、性格が記載されている他、声のサンプルが公開されている。キャラクター同士が互いをどのように呼ぶかの呼称表も公開されている。二次創作の参考になるというだけで、決して遵守しなければならない訳では無い。
また、VOICEVOXはキャラクターが同時に数人ずつリリースされるため、リリース時期ごとに「◯期生」と分けられる。

## 音声ライブラリ
| 音声ライブラリ名     | 実装日                                          | 性別                                            | 音声データ提供者                                | 実装スタイル                                                          | 実装スタイル                                                          | 備考 | ボイボ寮加入期                                  |
| 音声ライブラリ名     | 実装日                                          | 性別                                            | 音声データ提供者                                | トーク                                                                | ソング                                                                | 備考 | ボイボ寮加入期                                  |
| -------------------- | ----------------------------------------------- | ----------------------------------------------- | ----------------------------------------------- | --------------------------------------------------------------------- | --------------------------------------------------------------------- | --- | ----------------------------------------------- |
| 四国めたん           | 2021年8月1日                                    | 女声                                            | 田中小雪                                        | ツンツン、あまあま、セクシー、ささやき※、ヒソヒソ、ヘロヘロ、なみだめ | ツンツン、あまあま、セクシー、ささやき※、ヒソヒソ、ヘロヘロ、なみだめ | 四国めたん（しこく めたん）は、東北ずん子の関連キャラクターの一人で、はっきりした芯のある声が特徴。 | 1期                                             |
| ずんだもん           | 2021年8月1日                                    | 女声                                            | 伊藤ゆいな                                      | ツンツン、あまあま、セクシー、ささやき※、ヒソヒソ、ヘロヘロ、なみだめ | ツンツン、あまあま、セクシー、ささやき※、ヒソヒソ、ヘロヘロ、なみだめ | ずんだもんは、東北ずん子の関連キャラクターの一人で、子供っぽい高めの声が特徴。 | 1期                                             |
| 春日部つむぎ         | 2021年11月26日                                  | 女声                                            | 春日部つくし                                    | なし                                                                  | なし                                                                  | 春日部つむぎ（かすかべ つむぎ）は、埼玉の魅力を伝えるVTuber「春日部つくし」の従妹という設定。元気な明るい声が特徴。 | 2期                                             |
| 波音リツ             | 2021年11月26日                                  | 女声                                            | カノン(くるみ餅)                                | クイーン                                                              | クイーン、ソング                                                      | 低めのクールな声が特徴。ハミング機能においては、各ライブラリが歌唱の為に使用する歌唱用データの前段階である、楽譜変換データを生成する役割も担う。UTAU、Sinsyにも音源ライブラリが存在する。 | 2期                                             |
| 雨晴はう             | 2022年1月1日                                    | 女声                                            | 結崎このみ                                      | なし                                                                  | なし                                                                  | 現役看護師のVTuber「雨晴はう（あめはれ はう）」のライブラリ。優しく可愛い声が特徴。 | 2期                                             |
| 玄野武宏             | 2022年2月28日                                   | 男声                                            | ガロ                                            | 喜び、ツンギレ、悲しみ                                                | 喜び、ツンギレ、悲しみ                                                | 玄野武宏（くろの たけひろ）は、「VirVox Project」のキャラクターの一人で、初の男性音声。爽やかな青年ボイスが特徴。Synthesizer Vのゲンブと同一キャラクターだが、両者の権利元は異なる。CoeFontやTALQuでも音源化されている。 | 3期                                             |
| 白上虎太郎           | 2022年2月28日                                   | 男声                                            | 可愛ユウ                                        | わーい、おこ、びくびく、びえーん                                      | わーい、おこ、びくびく、びえーん                                      | 白上虎太郎（しらかみ こたろう）は、「VirVox Project」のキャラクターの一人で、初の男性音声。声変わり直後の少年の声が特徴。CoeFontやTALQuでも音源化されている。 | 3期                                             |
| 青山龍星             | 2022年2月28日                                   | 男声                                            | みみっく=わんだぁぼっくす                       | 熱血、不機嫌、喜び、しっとり、かなしみ、囁き※                         | 熱血、不機嫌、喜び、しっとり、かなしみ、囁き※                         | 青山龍星（あおやま りゅうせい）は、「VirVox Project」のキャラクターの一人で、初の男性音声。重厚で低音な声が特徴。CoeFontやTALQuでも音源化されている。 | 3期                                             |
| 冥鳴ひまり           | 2022年2月28日                                   | 女声                                            | 冥鳴ひまり                                      | なし                                                                  | なし                                                                  | VTuber「冥鳴ひまり（めいめい ひまり）」のライブラリ。柔らかく温かい声が特徴。 | 3期                                             |
| 九州そら             | 2022年3月16日                                   | 女声                                            | 西田望見                                        | あまあま、ツンツン、セクシー、ささやき※                               | あまあま、ツンツン、セクシー、ささやき※                               | 九州そら（きゅうしゅう そら）は、東北ずん子の関連キャラクターの一人で、気品のある大人な声が特徴。 | 3期                                             |
| 模型娘のもち子さん   | 2022年6月10日                                   | 女声                                            | 明日葉よもぎ                                    | セクシー/あん子、泣き、怒り、喜び、のんびり                           | セクシー/あん子、泣き、怒り、喜び、のんびり                           | ガンプラ改造や玩具のレビュー動画を投稿しているYouTubeチャンネル「もちぞら模型店」のキャラクターの一人「モチノ･キョウコ」の声を元にしたライブラリ。明瞭で穏やかな声が特徴。 | 4期                                             |
| 剣崎雌雄             | 2022年7月10日                                   | 男声                                            | カーター                                        | なし                                                                  | なし                                                                  | 剣崎雌雄（けんざき めすお）は、医療用メスの付喪神という設定のVTuber。安心感のある落ち着いた声が特徴。 | 4期                                             |
| No.7(SEVEN)          | 2022年9月30日                                   | 女声                                            | 小岩井ことり                                    | アナウンス、読み聞かせ                                                | アナウンス、読み聞かせ                                                | 元々はNEUTRINOのキャラクター。しっかりした凛々しい声が特徴。 | 5期                                             |
| 後鬼                 | 2022年9月30日                                   | 女声                                            | 七海映子                                        | ぬいぐるみver、人間（怒り）ver※、鬼ver※                               | ぬいぐるみver、人間（怒り）ver※、鬼ver※                               | 後鬼（ごき）は、鬼っ子ハンターついなちゃんの関連キャラクター。擬人化状態の人間verのメイン音源と、関西弁のぬいぐるみverのサブ音源の2種類がある。包容力のある奥ゆかしい声が特徴。 | 5期                                             |
| WhiteCUL             | 2022年9月30日                                   | 女声                                            | 非公開                                          | たのしい、かなしい、びえーん                                          | たのしい、かなしい、びえーん                                          | CULの次姉で、風雪月花四姉妹の次女。聞き心地のよい率直な声が特徴。 | 5期                                             |
| ちび式じい           | 2022年12月28日                                  | 男声                                            | こんぺえる                                      | なし                                                                  | なし                                                                  | 株式会社MUGENのキャラクター「式大元」から派生したキャラクター。親しみのある嗄れ声が特徴。 | 6期                                             |
| ナースロボ＿タイプＴ | 2022年12月28日                                  | 女声                                            | 松尾粥（捨て犬A）                               | 楽々、恐怖、内緒話※                                                   | 楽々、恐怖、内緒話※                                                   | 冷静で慎み深い声が特徴。UTAUでも音源化されている。 | 6期                                             |
| 櫻歌ミコ             | 2022年12月28日                                  | 女声                                            | 赤乃みずき                                      | 第二形態、ロリ                                                        | 第二形態、ロリ                                                        | かわいらしい少女の声が特徴。人間姿のノーマル音源と狼姿でシリアスな第二形態音源に加え、あどけないロリ音源の3種類の音源が収録されている。UTAUでも音源化されている。 | 6期                                             |
| 小夜/SAYO            | 2022年12月28日                                  | 女声                                            | さよなか                                        | なし                                                                  | なし                                                                  | リリース以前にはCoeFontで音源化されていた。和やかで温厚な声が特徴。 | 6期                                             |
| †聖騎士 紅桜†        | 2023年2月22日                                   | 男声                                            | 百花繚乱                                        | なし                                                                  | なし                                                                  | 「ホーリーナイトべにざくら」と読む。名前の由来は百花繚乱が最初に使ったハンドルネームから。快活でハキハキした声が特徴。 | 7期                                             |
| 雀松朱司             | 2023年2月22日                                   | 男声                                            | 狐狗狸ラク                                      | なし                                                                  | なし                                                                  | 雀松朱司（わかまつ あかし）は、「VirVox Project」のキャラクターの一人。他のVirVox Projectのキャラと異なり、これが初音源化となっている。物静かで安定した声が特徴。 | 7期                                             |
| 麒ヶ島宗麟           | 2023年2月22日                                   | 男声                                            | レオブラック                                    | なし                                                                  | なし                                                                  | 麒ヶ島宗麟（きがしま そうりん）は、「VirVox Project」のキャラクターの一人。CoeFontでも音源化されている。渋いおじさん声が特徴。 | 7期                                             |
| 猫使アル             | 2023年3月30日                                   | 女声                                            | フェンネル                                      | おちつき、うきうき、つよつよ、へろへろ                                | おちつき、うきうき、つよつよ、へろへろ                                | 猫使アル（ねこつか ある）は、厚みのある気さくな声が特徴のキャラクター。 | 7期                                             |
| 猫使ビィ             | 2023年3月30日                                   | 女声                                            | 海日月ぷらむ。                                  | おちつき、人見知り、つよつよ                                          | おちつき、人見知り、つよつよ                                          | 猫使ビィ（ねこつか びぃ）は、ピュアであどけない声が特徴のキャラクター。 | 7期                                             |
| 春歌ナナ             | 2023年3月30日                                   | 女声                                            | ななひら                                        | なし                                                                  | なし                                                                  | 春歌ナナ（はるか なな）は、元々はUTAUのキャラクター。はつらつとした力強い声が特徴。 | 7期                                             |
| 中国うさぎ           | 2023年5月29日                                   | 女声                                            | 桃河りか                                        | おどろき、こわがり、へろへろ                                          | おどろき、こわがり、へろへろ                                          | 中国うさぎ（ちゅうごく うさぎ）は、東北ずん子の関連キャラクターの一人。幽玄で初々しい声が特徴。 | 7期                                             |
| あいえるたん         | 2023年10月6日                                   | 女声                                            | Milia                                           | なし                                                                  | なし                                                                  | 株式会社インフィニットループのマスコットキャラクターでYouTuberのあいえるたんのライブラリ。心地よい物柔らかな声が特徴。 | 8期                                             |
| 満別花丸             | 2023年10月6日                                   | 女声                                            | 満点花丸                                        | 元気、ささやき※、ぶりっ子、ボーイ                                     | 元気、ささやき※、ぶりっ子、ボーイ                                     | 満別花丸（まんべつ はなまる）は、VTuber「満点花丸」の声を元にしたライブラリ。生き生きとした際立つ声が特徴。 | 8期                                             |
| 琴詠ニア             | 2023年10月6日                                   | 女声                                            | ドワンゴの中の人                                | なし                                                                  | なし                                                                  | 琴詠ニア(ことよみ にあ)は、ドワンゴの生放送配信ソフトN AirにおけるAI音声合成によるコメント読み上げエージェントシステムN Voiceの音源キャラクターでもある。滑らかで無機質な声が特徴。 | 8期                                             |
| 栗田まろん           | 2023年10月6日                                   | 男声                                            | 栗田穣崇                                        | なし                                                                  | なし                                                                  | 元々は2022年7月11日に「ボカロ嘘ニュース」が発した「栗田の声を元にしたVOCALOIDが発売」というツイートであったが、それに栗田本人が反応を示し、さらにVOICEVOXが制作を打診した結果、栗田まろん（くりた まろん）の製品名で製作が決定した。キャラクターデザインは、2022年9月から11月にかけて開催したコンテストで最優秀賞を獲得したふんぼの物を元に女子高生風にアレンジされたものとなっている。深みのある中性的な声が特徴。 | 8期                                             |
| Voidoll              | 2024年10月26日                                  | 女声                                            | 丹下桜                                          | なし                                                                  | なし                                                                  | Voidollは「＃コンパス 戦闘摂理解析システム」のキャラクター。慎ましやかで電子的な声が特徴。 | 9期                                             |
| 中部つるぎ           | 2024年12月26日                                  | 女声                                            | 濱口綾乃                                        | 怒り、ヒソヒソ、おどおど、絶望と敗北                                  | 怒り、ヒソヒソ、おどおど、絶望と敗北                                  | 中部つるぎ（ちゅうぶ つるぎ）は、東北ずん子の関連キャラクターの一人。凛然とした存在感のある声が特徴。 | 9期                                             |
| ぞん子               | 2024年12月29日                                  | 女声                                            | ななひら                                        | 低血圧、覚醒、実況風                                                  | 低血圧、覚醒、実況風                                                  | ぞん子（ぞんこ）は、エナジードリンク「ZONe」の公式アンバサダー。血気盛んでありありとした声が特徴。 | 9期                                             |
| 黒沢冴白             | 2025年6月6日                                    | 男声                                            | さか                                            | なし                                                                  | なし                                                                  | 黒沢冴白（くろさわ こはく）は「VirVox Project」のキャラクターの一人。他のVirVox Projectのキャラと異なり、これが初音源化となっている。当初は「瑞澤タクト（みずさわ たくと）」という名前だったが、2025年2月24日にVirVox Projectで現在の名称に変更され、他VirVox Projectのキャラクター諸共ビジュアルが変更された。強気で張りのある声が特徴。                                                                           | 10期                                            |
| 離途                 | 2025年6月6日                                    | 男声                                            | LitMus                                          | シリアス                                                              | シリアス                                                              | 離途（りと）は、LitMusの企画によるキャラクター。UTAUでも音源化されている。包み込む息遣いな声が特徴。 | 10期                                            |
| ユーレイちゃん       | 2025年7月8日                                    | 女声                                            | 神崎零                                          | 甘々、哀しみ、ささやき、ツクモちゃん                                  | 甘々、哀しみ、ささやき、ツクモちゃん                                  | ユーレイちゃん・ツクモちゃんはU-Stella株式会社のキャラクター。柔和な揺蕩う声が特徴。 | 10期                                            |
| 東北ずん子           | 2025年7月8日                                    | 女声                                            | 佐藤聡美                                        | なし                                                                  | なし                                                                  | 東北ずん子（とうほく ずんこ）は、東北ずん子・ずんだもんプロジェクトのメインキャラクター。すでにVOCALOIDやVOICEROID等、多くの合成音声ソフトがリリースされている。しとやかで愛嬌のある声が特徴。 | 10期                                            |
| 東北きりたん         | 2025年7月8日                                    | 女声                                            | 茜屋日海夏                                      | なし                                                                  | なし                                                                  | 東北きりたん（とうほく きりたん）は東北ずん子の妹。すでにVOICEROIDやCeVIO等、多くの合成音声ソフトがリリースされている。淡麗でつづまやかな声が特徴。 | 10期                                            |
| 東北イタコ           | 2025年7月8日                                    | 女声                                            | 木戸衣吹                                        | なし                                                                  | なし                                                                  | 東北イタコ（とうほく いたこ）は東北ずん子の姉。すでにVOICEROIDやCeVIO等、多くの合成音声ソフトがリリースされている。雅やかで余韻のある声が特徴。 | 10期                                            |
| 里石ユカ             | 未定                                            | 女声                                            | 黒岩秀太                                        |                                                                       |                                                                       | 里石ユカ（さといし ゆか）は、元々はUTAUのキャラクター。 | 11期以降                                        |
| あんこもん           | 未定                                            | 女声                                            | 鎌田歩乃佳                                      | なし                                                                  | なし                                                                  | あんこもんは、東北ずんこ×鬼斬コラボで登場した、ずんだもんの派生キャラクター。 | 11期以降                                        |
|                      | 未定                                            | 女声                                            | yosumi                                          |                                                                       |                                                                       | | 11期以降                                        |
| 暁記ミタマ           | 未定                                            | 女声                                            | 椎名桃香                                        |                                                                       |                                                                       | 暁記ミタマ（あかつき みたま）は、ニコライ・ボルコフの企画によるキャラクター。クラウドファンディングにより製作が決定した。 | 11期以降                                        |
| 夜語トバリ           | 未定                                            | 女声                                            | 行成とあ                                        |                                                                       |                                                                       | 夜語トバリ（よがたり とばり）は、ニコライ・ボルコフの企画によるキャラクター。クラウドファンディングにより製作が決定した。A.I.VOICE版と異なり、18歳の高校生の頃のデザインとなっている。 | 11期以降                                        |
| 注記                 | ※のついたスタイルはソングには実装されていない。 | ※のついたスタイルはソングには実装されていない。 | ※のついたスタイルはソングには実装されていない。 | ※のついたスタイルはソングには実装されていない。                       | ※のついたスタイルはソングには実装されていない。                       | ※のついたスタイルはソングには実装されていない。 | ※のついたスタイルはソングには実装されていない。 |

### VOICEVOX Nemo
| 音声ライブラリ名 | 性別 | 音声データ提供者 | 備考                             |
| ---------------- | ---- | ---------------- | -------------------------------- |
| 女性1            | 女声 | 亜咲比凛         | 透明感のある落ち着いた声が特徴。 |
| 女性2            | 女声 | 透川ナナ         | 可愛らしい静やかな声が特徴。     |
| 女性3            | 女声 | ゆう             | はつらつで明るい声が特徴。       |
| 女性4            | 女声 | ぬっぴぃ         | 温かみのある落ち着いた声が特徴。 |
| 女性5            | 女声 | たけだまり       | 個性的な芯のある声が特徴。       |
| 女性6            | 女声 | 藤田昌代         | 爽やかで安心感のある声が特徴。   |
| 男性1            | 男声 | レナード・ジン   | 若々しい活発な声が特徴。         |
| 男性2            | 男声 | かちょゴリラ     | 深みのある重厚な声が特徴。       |
| 男性3            | 男声 | 待ち人           | 活力のある冷静な声が特徴。       |